# Vyskytná
Vyskytná (dříve Česká Vyskytná) je obec v okrese Pelhřimov v Kraji Vysočina. Žije v ní 729 obyvatel. Východně od obce protéká Jankovský potok, který bývá označován jako jeden z pramenů řeky Želivky.

## Části obce
- Vyskytná
- Branišov (zaměnitelný s Branišovem na Jihlavsku, který je vzdálený jen 10 km vzdušnou čarou)
- Sedliště

Od 1. dubna 1976 do 31. prosince 1991 k obci patřil i Střítež pod Křemešníkem.

## Historie
První písemná zmínka o vesnici pochází z roku 1352. Dříve byla nazývána Českou Vyskytnou (i pro odlišení od nedaleké Německé Vyskytné, dnes Vyskytné nad Jihlavou), německá verze jména byla Böhmisch Gießhübel.
Obec od 25. listopadu 2003 užívá znak a vlajku. V letech 2006–2010 působil jako starosta Josef Fridrichovský, od roku 2010 tuto funkci zastává Tomáš Koch.

## Školství
- Základní škola Vyskytná

## Pamětihodnosti
- Kostel Jména Panny Marie
- Zvonice na návsi
- Do správního území obce zasahuje část přírodní rezervace Prameniště Jankovského potoka.

## Další fotografie

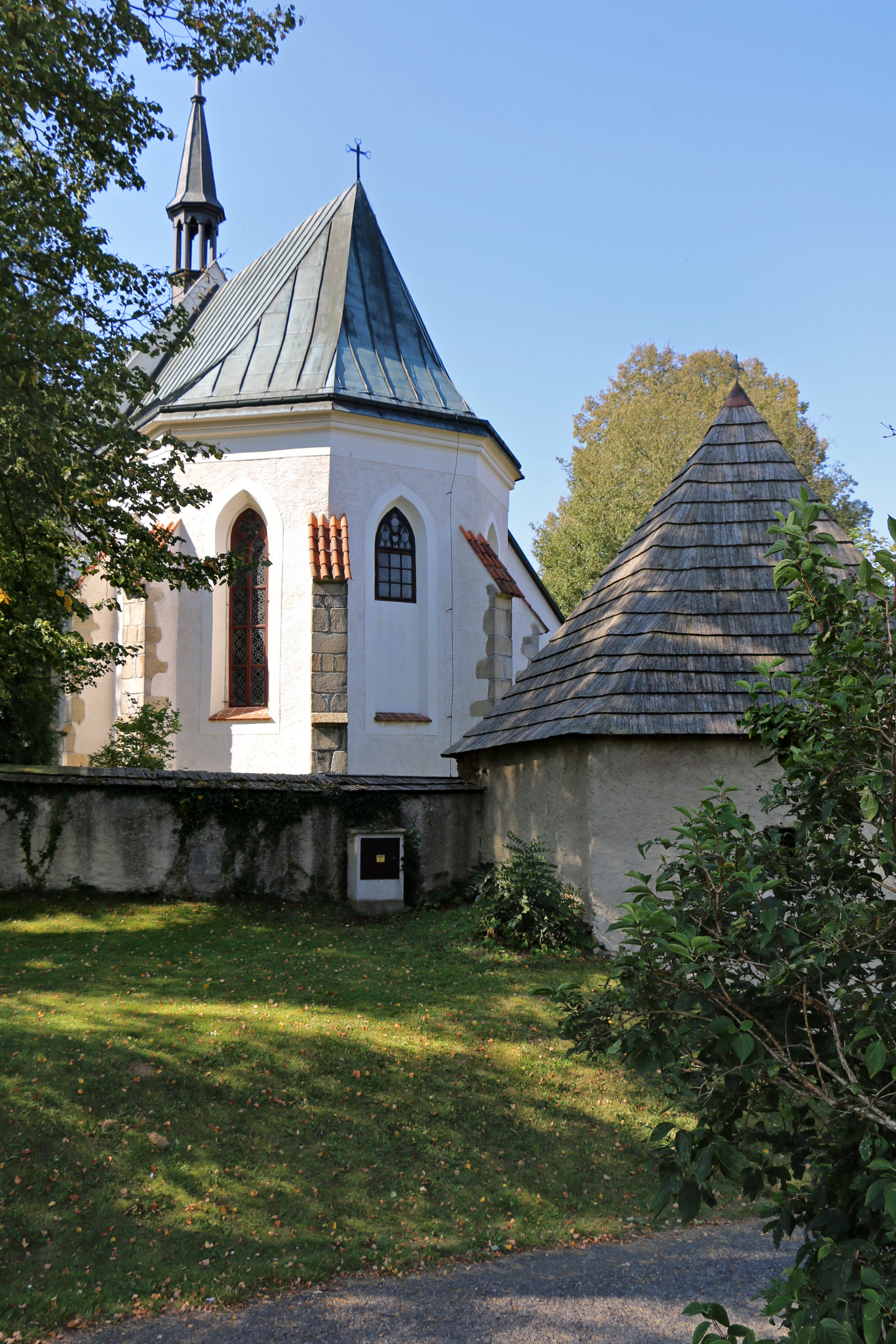
Kostel Jména Panny Marie
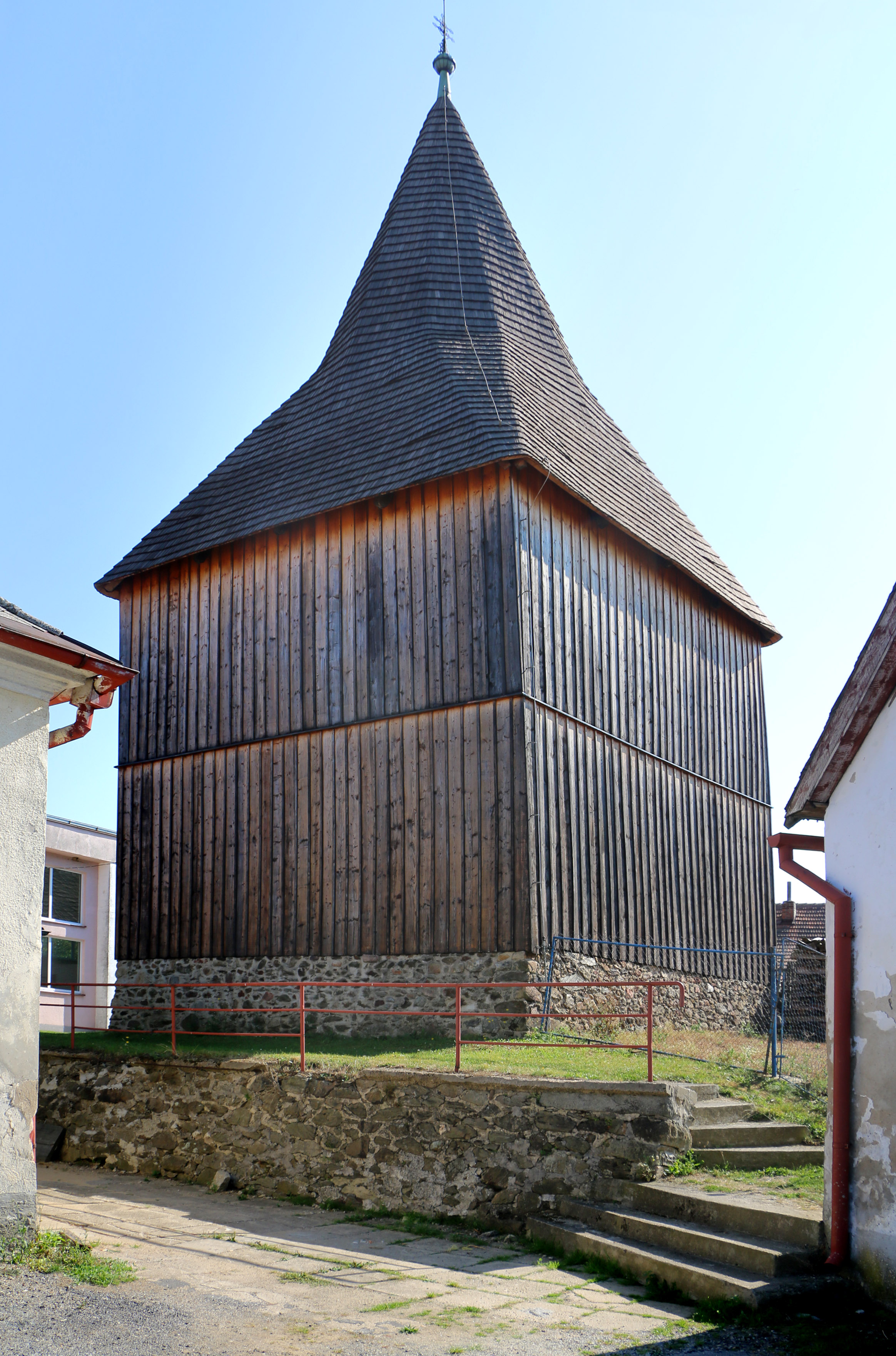
Dřevěná zvonice
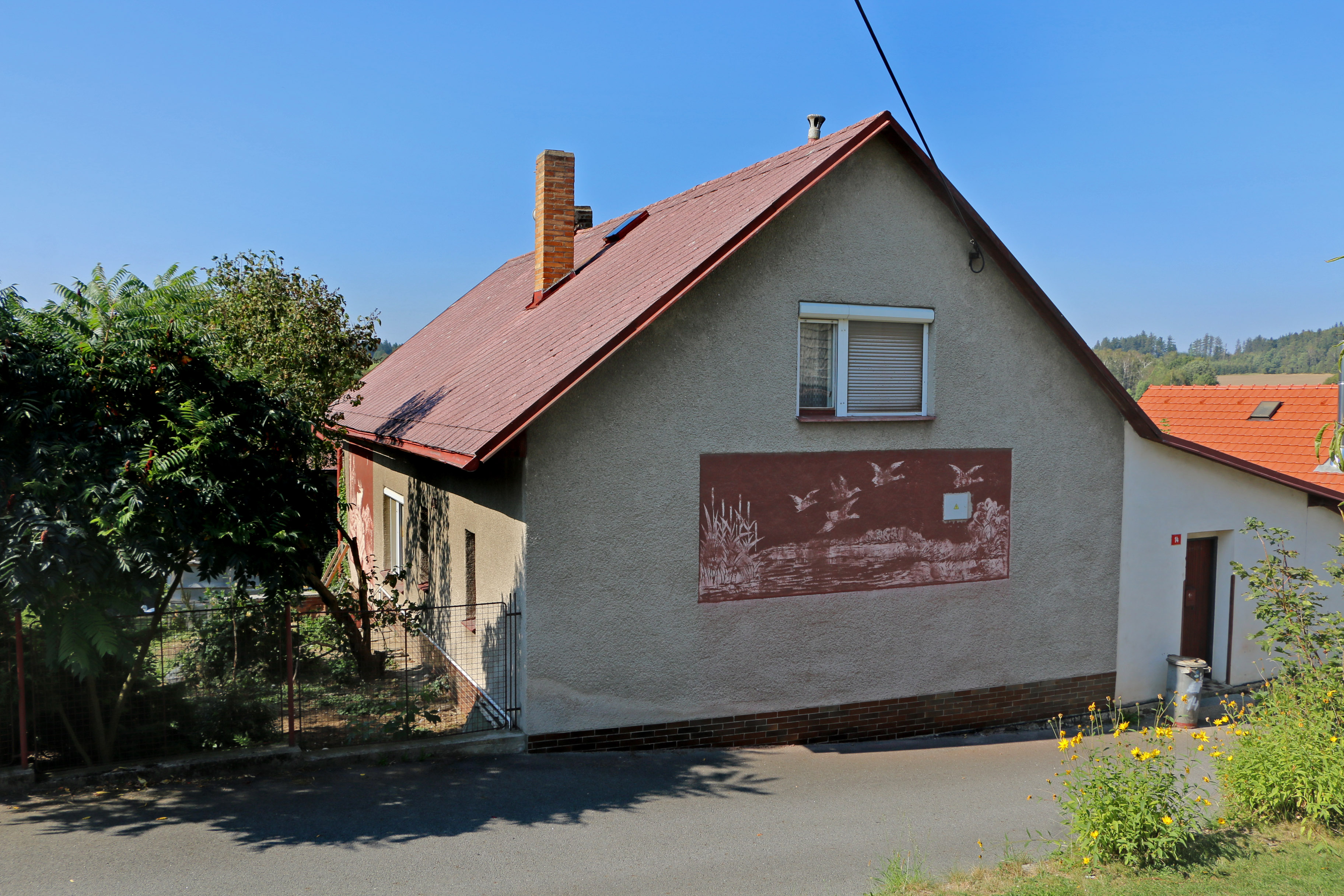
Dům čp. 14
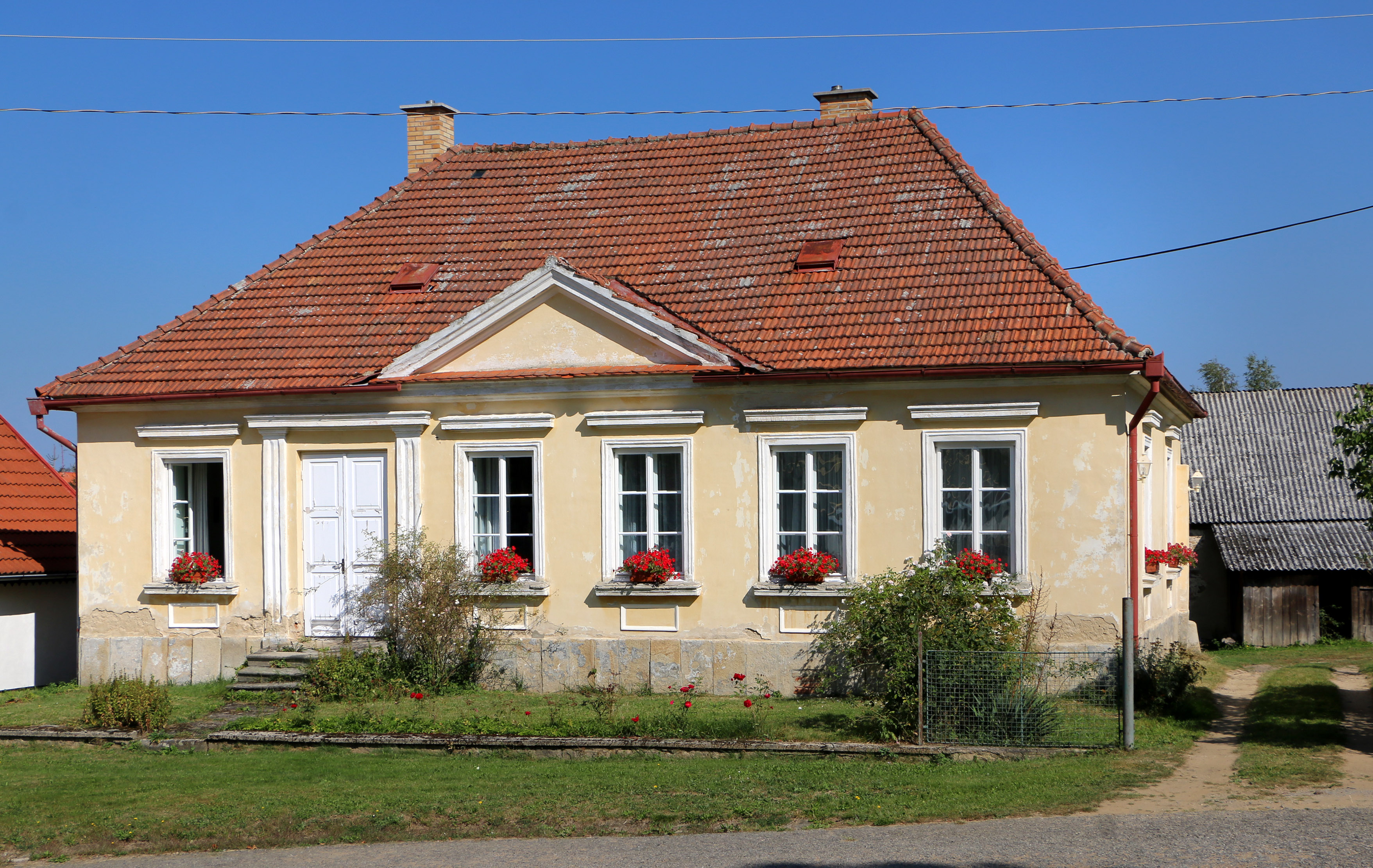
Bývalá škola
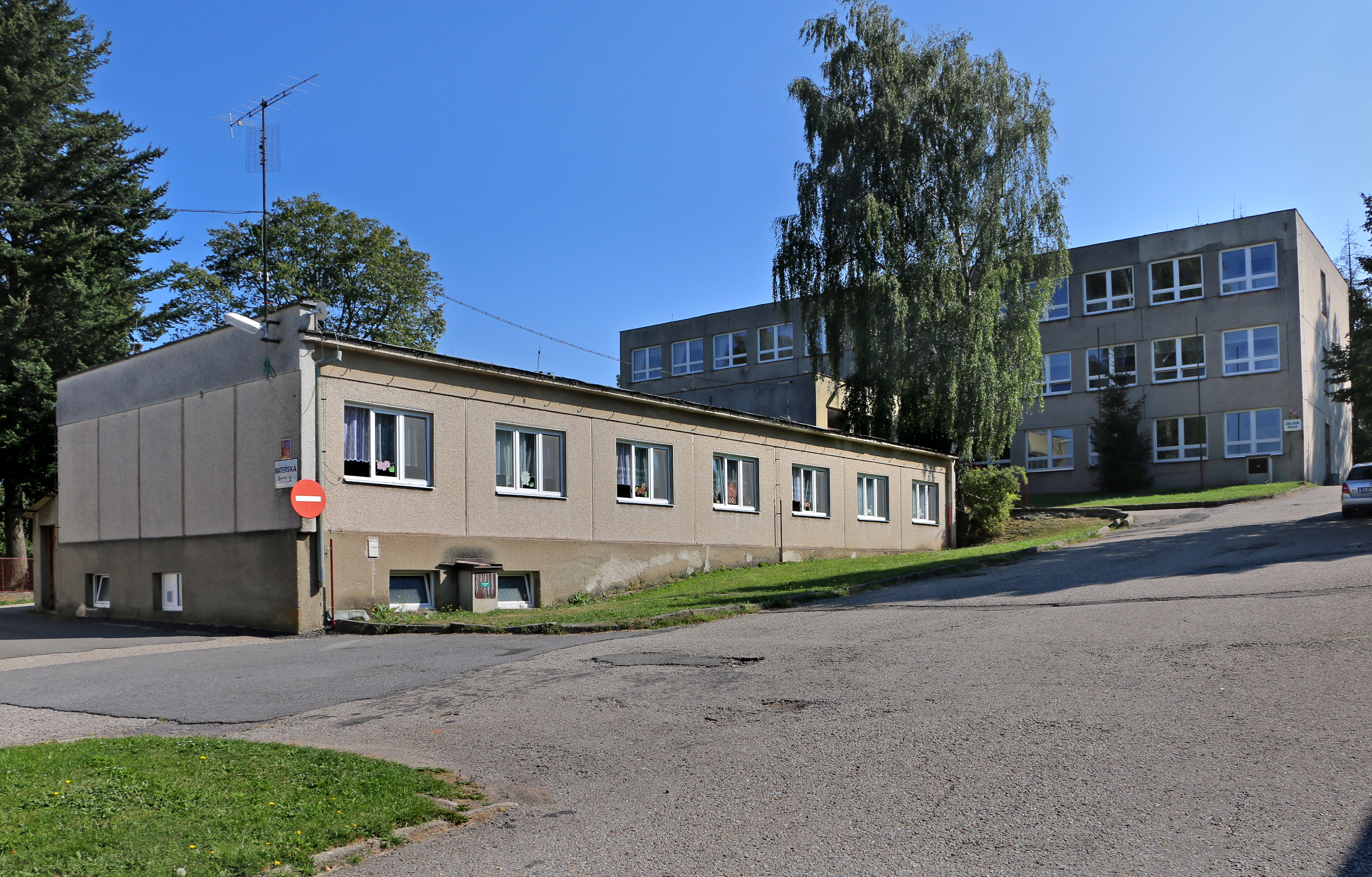
Současná základní a mateřská škola